# Векилова, Бибитач Векиловна
Бибита́ч Веки́ловна Веки́лова (туркм. Bibitäç Wekilowa; 16 сентября 1965) — туркменский государственный деятель.

## Биография
Родилась 16 сентября 1965 года.
Получила высшее образование, в 2000 году стала кандидатом экономических наук.
1 сентября 2003 года назначена первым заместителем, а 22 апреля 2004 года — исполняющей обязанности министра экономики и финансов Туркменистана. 8 марта 2005 года стала директором Национального института государственной статистики и информации, а также заместителем министра экономики и финансов. 30 марта вступила в должность министра социального обеспечения Туркменистана, где проработала до февраля 2007 года.
Отправлена в отставку после президентских выборов.

## Награды и звания
- Орден «Altyn Asyr» III степени (2006)[8].